# Первый поход Тохтамыша на Синюю Орду (1376)

## Предыстория
В Кочкаре до Тимура дошла весть о том, чтоТохтамыш после смерти своего отца был вынужден бежать от Урус-хана. Тогда Тамерлан приказал эмиру Туман-Тимур-Узбеку соблюдать обычай встречи, привести бежанца с почётом и уважением, в то же время сам повернул назад, остановившись в Узгенде двинулся к Самарканду. 
Эмир Туман-Тимур привел Тохтамыша,  тогла остальные эмиры представили его Тимуру. Его величество оценив его приезд, с полным почётом встретили Тохтамыша, одарив золотом и подарками. В знак уважения Тамерлан назвал Тохтамыша своим сыном.

## История
В том же году Тохтамыш, заручившись поддержкой Тимура, предпринял поход против Урус-хана. В ответ Урус-хан направил против него войска под командованием своего старшего сына Кутлуг-Буги, который считался наследником и управлял Синей Ордой, пока его отец боролся за власть в Поволжье.
Сражение между войсками двух Джучидов продолжалось без явного преимущества одной из сторон, пока Кутлуг-Буга не был смертельно ранен случайной стрелой. Однако, вопреки ожиданиям, его гибель не привела к упадку боевого духа армии. Напротив, солдаты Кутлуг-Буги усилили натиск, одержали победу над Тохтамышем и вторглись во владения, переданные ему Тимуром, подвергнув их разграблению.
Побежденный Тохтамыш подался в бегство, которое осложняло его довольно  тяжелоя броня. Дойдя до реки упал от усталости, благодаря своей удаче смог выжить.

## См. Также
Великая Замятня (1359—1380)

Битва на Калке (1380)